# 비친핵성 염기
비친핵성 염기(非親核性鹽基, Non-nucleophilic base)는 입체 장애로 인하여 친핵성이 거의 없는 염기이다. 비친핵성 염기는 친핵성이 낮은 입체 장애 유기 염기이다. 일반 염기도 친핵체이지만 화학자들은 다른 기능 없이 염기의 양성자 제거 능력을 찾는 경우가 많다. 전형적인 비친핵성 염기는 부피가 커서 양성자가 염기 중심에 부착될 수 있지만 알킬화 및 착물화는 억제된다.